# Vlaho Asić
Vlaho Asić (Split, 22. kolovoza 1936.) hrvatski vaterpolist, vaterpolski trener.
Igrao je za hrvatski klub Mornar Split za Jadran Split i za POŠKA. 
Kao trener Jadran iz Splita osvojio je Kup europskih prvaka 1992./93. protiv zagrebačke Mladosti. 
Kao trener POŠKA iz Splita osvojio je Jugoslavenski kup u 1980. i Kup pobjednika kupova u 1981/82. 
2017. je godine dobio nagradu HOO-a Matija Ljubek.
2019. je godine dobio državnu nagradu "Franjo Bučar".